# Distretto di Alǧa
Il distretto di Alǧa (in kazako  Алға ауданы?) è un audan (distretto) del Kazakistan con  capoluogo Alǧa.